# Octomeria rigida
Octomeria rigida är en orkidéart som beskrevs av João Barbosa Rodrigues. Octomeria rigida ingår i släktet Octomeria och familjen orkidéer. Inga underarter finns listade i Catalogue of Life.